# Jardin botanique de l'Université Goethe de Francfort-sur-le-Main
Le jardin botanique de l'Université Goethe de Francfort-sur-le-Main occupe une superficie de plus de sept hectares et compte plus de 5 000 espèces de plantes différentes. C'est l'un des jardins botaniques les plus importants d'Allemagne.